# Хоненево
Хоненево — село в Мокшанском районе Пензенской области, входит в состав Засечного сельсовета. 

## Расположение
Расположено в 21 км на восток от центра сельсовета села Засечное и в 21 км на северо-восток от райцентра посёлка Мокшан.

## История
Поселена в конце XVII в. Никитой Хоненевым на землях Шукшинского стана Пензенского уезда. В 1710 г. показана за его сыновьями Федором и Андреем Хоненевыми. В 1719 г. Андрей Никитич Ханенев завез в деревню 14 крестьян. В 1747 г. – д. Хоненевка Шукшинского стана Пензенского уезда за помещиком вахмистром Троицкого драгунского полка Петром Андреевичем Хоненевым (175 ревизских душ). С 1780 г. – в составе Мокшанского уезда Пензенской губернии. В 1782 г. село Никольское, Хоненевка тож, 76 дворов премьер-майора Петра Андреевича Хоненева; располагалось на правом берегу речки Керенды. Крестьяне на изделье, всей пашни – 716 десятин; крестьяне обрабатывали в каждом поле на господина по 75 десятин, остальное пахали на себя без остатка. В 1877 – в Маровской волости Мокшанского уезда, 49 дворов, церковь, лавка, постоялый двор. В 1753 г. построена деревянная церковь во имя Николая Чудотворца, служба в которой проходила до конца 19 века или начала 20-го. В 1864 г. – в селе церковь, ярмарка. В 1896 г. – работала школа грамоты. В 1910 г. – в составе Суворовской волости Мокшанского уезда, одна община, 74 двора, церковь, церковноприходская школа, мельница с нефтяным двигателем и ветряная, 2 лавки, в полуверсте – имение Моисеева, в 1 в. – Воронцова-Вельминова, в 2-х - Молоствова.
С 1928 года село входило в состав Надеждинского сельсовета Мокшанского района Пензенского округа Средне-Волжской области (с 1939 года — в составе Пензенской области). В 1955 г. — в составе Сумароковского сельсовета, бригада колхоза «Вперед к коммунизму». В 1980-е годы — в составе Засечного сельсовета. 

## Население
| 1747 | 1782 | 1864 | 1877 | 1910 | 1926 | 1930 |
| ---- | ---- | ---- | ---- | ---- | ---- | ---- |
| 350  | ↗548 | ↘297 | ↗305 | ↗421 | ↗782 | ↘698 |
| 1939 | 1959 | 1979 | 1989 | 1996 | 2002 | 2010 |
| ↘520 | ↘327 | ↘212 | ↘134 | ↗135 | ↘132 | ↘94  |

## Известные люди
Бибиково — родина полного кавалера ордена Славы Василия Дмитриевича Мещерякова (1921-1994), гвардии старшего сержанта, командира пулеметного расчета, отличился при освобождении Польши и в боях за Одер.